# Василий Васильевич (князь кашинский)
Василий Васильевич (ок. 1330, Кашин — 1362, Кашин) — князь Кашинский с 1348 года, старший сын кашинского и тверского князя Василия Михайловича и брянской княжны  Елены. 
Василий родился около 1330 года, вероятнее всего в Кашине. В 1348 году его отец, князь Василий Михайлович стал тверским князем. По предположению историка Экземплярского в Кашине он посадил своего старшего сына Василия. По мнению историка Костомарова, это свидетельствовало о том, что Василий Михайлович признал за Кашином право иметь своего князя.
О правлении Василия неизвестно практически ничего, его имя в источниках упоминается только в 1362 году — в Никоновской летописи в связи со смертью, которая произошла, вероятно, в Кашине. Детей Василий не оставил, так что в Кашине его сменил младший брат, Михаил.